# Glemmingebro
Glemmingebro är en tätort i Ystads kommun och kyrkby i Glemminge socken i Skåne, belägen vid Riksväg 9 öster om Ystad.
Strax öster om orten finns byn Glemminge-Tågarp.

## Historia
Glemmingebro hette ursprungligen bara Glemminge. Kyrkbyn har funnits åtminstone sedan vikingatiden och bronsåldersfynd i närheten tyder på att folk bodde där även tidigare. Själva stationssamhället uppstod efter tillkomsten av Ystad-Gärsnäs Järnväg (YGJ) år 1894 (denna uppgick 1905 i Ystad-Gärsnäs-S:t Olofs järnväg, YGStOJ). Järnvägen nedlades 1970.
Glemmingebro var centralort i Glemmingebro landskommun som fanns mellan 1952 och 1971.

### Befolkningsutveckling
| Befolkningsutvecklingen i Glemmingebro 1960–2020 | Befolkningsutvecklingen i Glemmingebro 1960–2020 | Befolkningsutvecklingen i Glemmingebro 1960–2020 | Befolkningsutvecklingen i Glemmingebro 1960–2020 | Befolkningsutvecklingen i Glemmingebro 1960–2020 |
| ------------------------------------------------ | ------------------------------------------------ | ------------------------------------------------ | ------------------------------------------------ | ------------------------------------------------ |
|                                                  |                                                  |                                                  |                                                  |                                                  |
| År                                               |                                                  |                                                  | Folkmängd                                        | Areal (ha)                                       |
| 1960                                             | 1960                                             |                                                  | 407                                              |                                                  |
| 1965                                             | 1965                                             |                                                  | 393                                              |                                                  |
| 1970                                             | 1970                                             |                                                  | 376                                              |                                                  |
| 1975                                             | 1975                                             |                                                  | 360                                              |                                                  |
| 1980                                             | 1980                                             |                                                  | 353                                              |                                                  |
| 1990                                             | 1990                                             |                                                  | 332                                              | 46                                               |
| 1995                                             | 1995                                             |                                                  | 362                                              | 47                                               |
| 2000                                             | 2000                                             |                                                  | 347                                              | 47                                               |
| 2005                                             | 2005                                             |                                                  | 349                                              | 48                                               |
| 2010                                             | 2010                                             |                                                  | 376                                              | 48                                               |
| 2015                                             | 2015                                             |                                                  | 386                                              | 55                                               |
| 2020                                             | 2020                                             |                                                  | 424                                              | 55                                               |
|                                                  |                                                  |                                                  |                                                  |                                                  |

## Samhället
Glemmingebro är främst en bostadsort. Här finns Glemminge kyrka. 
I byn finns bland annat en livsmedelsaffär, två antikaffärer, ett snickeri och en bygghandel.

## Idrott
Idrottsplatsen i byn heter Banvallen, vilket hänvisar till att den ligger på det gamla stationsområdet (banvallen) efter den tidigare järnvägen till Ystad. Glemmingebro IF, bildad, 1928 spelade sina hemmamatcher där. I januari 2021 la klubben ner sin fotbollsverksamhet. Glemmingebro IF tog inofficiellt SM-guld i strandfotboll 2013.